# When Dawn Came
When Dawn Came er en amerikansk stumfilm fra 1920 af Colin Campbell.

## Medvirkende
- Lee Shumway som Dr. John Brandon
- James O. Barrows som Michael Farrel
- Colleen Moore som Mary Harrison
- Kathleen Kirkham som Norma Ashley
- William Conklin som Dr. Thurston
- Master Isadore Cohen
- Peaches Jackson